# وست بونتیفول (یوتا)
وست بونتیفول (به انگلیسی: West Bountiful) شهری در ایالت یوتا کشور ایالات متحده آمریکا است که جمعیت آن در سرشماری سال ۲۰۱۰ میلادی، ۵٬۲۶۵ نفر بوده‌است.